# 陳仙梅
陳仙梅（1975年6月7日—），台灣女演員。

## 個人經歷
1992年，以電影《無言的山丘》出道，並入圍第29屆金馬獎最佳女配角。後來她準備出唱片，在一家唱片公司工作了一年多，但是最終因為找不到合適的发行而没有出成。
1995年，受到導演沈怡的賞識，出演了電視劇《一簾幽夢》。
之後她開始接拍連續劇，2002年以電視劇《世間路》一舉成名，成為台灣電視劇一線女星。
2007年，拍攝了第一部中国大陆剧《啞女情深》之後，並將工作重心轉往中國大陆。
2014年誕下長子。2016年誕下次子。

## 電視劇
| 上映年份             | 劇名                                   | 角色名稱      |
| 1990年               | 街頭巷尾                               | 小慧          |
| 1994年1月17日        | 刘伯温传奇之达摩袈裟                   | 赵小筠        |
| 1996年3月25日        | 一簾幽夢                               | 戴曉研        |
| 1996年10月9日        | 花落花开                               | 洪寶兒        |
| 1996年10月13日       | 台視劇場－人間抒情系列：同學，我懷孕了 | 李亞琪        |
| 1996年               | 紅塵                                   | 江念欣        |
| 1996年7月31日        | 三國英雄傳之關公                       | 关燕          |
| 1996年               | 風起的日子                             |               |
| 1997年3月17日        | 添丁發財好運來                         | 方月嬌        |
| 1997年4月14日        | 台灣靈異事件之鬼妾                     | 劉美雲        |
| 1997年7月21日        | 伴你一生                               | 徐春芳        |
| 1997年8月18日        | 台灣靈異事件之鬼抬轎                   | 劉小梅        |
| 1997年10月16日       | 施公奇案之辣筆老辛                     | 阎巧儿        |
| 1997年               | 土地公傳奇之賭坊阿美                   | 阿珠          |
| 1997年               | 因果劇場之冥婚                         | 葉素玉        |
| 1997年11月18日       | 大姐當家                               | 朱秀秀        |
| 1998年3月23日        | 台灣靈異事件之雙面女                   | 張玉婷        |
| 1998年               | 父子關係                               | 陳靜文        |
| 1998年               | 秘密                                   | 碧菱          |
| 1998年               | 追愛的人                               | 張靜文/張雅賢 |
| 1998年               | 星座女人系列之天秤座                   | 小青          |
| 1998年               | 音乐爱情故事                           | Anne          |
| 1998年               | 星座女人系列之金牛座                   | 吴以柔        |
| 1998年6月1日         | 世間父母                               | 周巧雲        |
| 1998年9月2日         | 春天後母心                             | 陳雅玲        |
| 1999年3月8日         | 台灣廖添丁                             | 寶玉          |
| 1999年12月7日        | 啞巴與新娘                             | 劉月云        |
| 1999年9月22日        | 香蕉新樂園                             | 田若梅        |
| 1999年               | 台灣陰陽界之七夜魔女                   | 林淑惠        |
| 2000年5月22日        | 阿扁與阿珍                             | 高玉莹        |
| 2000年               | 汪洋中的一條船                         | 雪麗青年      |
| 2000年8月2日         | 將心比心                               | 林純真/赖惠心 |
| 2000年9月18日        | 北港香爐                               | 王仙女        |
| 2000年11月23日       | 飛龍在天                               | 李玉兒        |
| 2001年5月15日        | 認命阿霞                               | 馮玉霞        |
| 2001年               | 大輪迴－幽靈警車                       | 張碧霞        |
| 2001年6月26日        | 金枝玉葉                               | 何美蘭        |
| 2002年3月11日        | 世間路                                 | 廖靜玉        |
| 2002年10月22日       | 不了情                                 | 江宜婷        |
| 2003年7月21日        | 天地有情                               | 張淑婷/徐小雨 |
| 2004年5月25日        | 真愛無悔                               | 林雅雯        |
| 2004年8月28日        | 野球風雲                               | 丁心爱        |
| 2005年4月19日        | 海誓山盟                               | 江婷婷        |
| 2006年3月23日        | 大地之子                               | 林叶          |
| 2006年8月16日        | 天下第一味                             | 洪曉琳        |
| 2007年11月           | 啞女情深                               | 沈秀如        |
| 2007年11月30日       | 我一定要成功                           | 秦幼秀        |
| 2008年3月12日—5月6日 | 天上聖母媽祖                           | 李玉鳳        |
| 2008年1月18日        | 一定愛幸福                             | 劉珊珊        |
| 2008年4月8日         | 守在轉角的希望                         | 溫淑梅        |
| 2009年8月8日         | 幸福好滋味                             | 祝美麗        |
| 2010年7月2日         | 幸福的青鳥                             | 曾美玉        |
| 2011年6月3日         | 船來船往                               | 李佩          |
| 2010年10月4日        | 妻子們的戰爭                           | 孫可佳        |
| 2011年10月17日       | 團圓                                   | 林彩梅        |
| 2012年5月            | 奶奶再愛我一次                         | 張玉芝        |
| 2014年1月            | 紅塵驛站                               | 李惠瑩        |
| 2014年8月1日         | 艋舺的女人                             | 张秋月        |
| 2014年8月18日        | 情牵巧艺坊                             | 张琼文        |
| 2021年6月23日        | 黃金歲月                               | 王玉華(孟娜)  |
| 2022年7月15日        | 妈，别闹了！                           | 李玉兒        |
| 2022年10月4日        | 市井豪門                               | 邱玉英        |
| 2025年               | 臥龍好歲月                             |               |

## 電影
| 上映時間 | 劇名           | 角色   | 備註                   |
| 1992年   | 《無言的山丘》 | 富美子 |                        |
| 1997年   | 《雨狗》       | 丽丽   |                        |
| 1998年   | 《天公金》     | 李母   | 客串                   |
| 2022年   | 《阿媽》       | 二姑   | 公視台語台自製電視電影 |

## MV
- 1993年 多情多寂寞（蔣志光）
- 1993年 多愛你一天（呂方）
- 1998年 籤詩（陳美鳳）
- 2003年 台灣一定會平安（三立艺人）
- 2003年 愛情的TEMPO（向蕙玲/王中平）
- 2008年 男人的汗（罗时丰）

## 主持作品
- 公視 小手指 1990年
- 民視 綜藝戰艦 2002年
- 台視 少年特攻隊 2003-2004年

## 音樂
- 2013年 故乡的月台（大爱《红尘驿站》主题曲）

## 獎項紀錄

### 電影金馬獎
| 年份 | 獲提名         | 獎項                     | 結果 |
| ---- | -------------- | ------------------------ | ---- |
| 1992 | 《無言的山丘》 | 第29屆金馬獎最佳女配角獎 | 提名 |

### 電視金鐘獎
| 年份 | 獲提名       | 獎項                     | 結果 |
| ---- | ------------ | ------------------------ | ---- |
| 2001 | 《北港香爐》 | 第36屆金鐘獎最佳女配角獎 | 提名 |

## 外部連結
- 陳仙梅的Facebook專頁
- 陳仙梅的新浪微博
- 陳仙梅在互联网电影资料库（IMDb）上的資料（英文）
- 陳仙梅在香港影庫上的簡介
- 陳仙梅在豆瓣上的资料（简体中文）